# Boophinae
Boophinae is een onderfamilie van kikkers uit de familie gouden kikkers (Mantellidae). De groep werd voor het eerst wetenschappelijk beschreven door Miguel Vences en Frank Glaw in 2001. Later werd de wetenschappelijke naam Boophini gebruikt.
Er zijn 77 soorten in één enkel geslacht. Veel soorten zijn pas zeer recentelijk beschreven, zoals Boophis narinsi die voor het eerst werd beschreven in 2012. Alle soorten leven in Afrika en komen uitsluitend voor in Madagaskar en Mayotte (tussen Madagaskar en Mozambique).

## Taxonomie
Onderfamilie Boophinae
- Geslacht Boophis

Boophinae · 
Laliostominae · 
Mantellinae